# Provincia de Mahates
La provincia de Mahates fue una de las provincias del Estado Soberano de Bolívar (Colombia). Fue creada por medio de la ley del 26 de diciembre de 1862, a partir del territorio del departamento de Cartagena. Fue suprimida el 4 de mayo de 1865 y agregada a la provincia de Cartagena. Tuvo por cabecera a la ciudad de Mahates. La provincia comprendía parte del territorio de la actuales regiones bolivarenses del Dique y Montes de María.